# Minerva (planetka)
(93) Minerva je velká planetka nacházející se v hlavním pásu planetek mezi Marsem a Jupiterem. Byla objevena kanadsko-americkým astronomem J. C. Watsonem v Ann Arboru ve Spojených státech amerických a pojmenována po římské bohyni moudrosti Minervě. Jde o planetku typu C, což znamená, že má tmavý povrch a je pravděpodobně uhlíkového složení. 22. listopadu 1982 byl pozorován zákryt hvězdy touto planetkou, který poprvé umožnil odhadnout její průměr, a to na přibližně 170 km, měření družice IRAS o něco později však naznačovalo průměr asi 141 km. Od té doby byly pozorovány další zákryty hvězd, měření během posledního z nich v prosinci 2010 vedlo k závěru 156 km.

## Měsíce
16. srpna 2009 objevil tým astronomů pod vedením Francka Marchise za použití systému adaptivní optiky na Keckově observatoři, že planetku Minerva obíhají dva malé měsíce. Jejich průměry činí asi 4 a 3 kilometry a přibližné vzdálenosti od primárního tělesa byly odhadnuty na 630 km (8,8násobek průměru Minervy) a 380 km (5,2násobek průměru Minervy).